# Rudolf Zankl
Rudolf Zankl (* 3. September 1920 in Redenfelden, heute Raubling; † 27. Januar 1974 in München) war ein deutscher Politiker (SPD).
Zankl besuchte zunächst die Volks- und Fortbildungsschule in Rosenheim, nach dem Zweiten Weltkrieg dann Abendkurse, über die er die mittlere Reife erwarb. Nach einem Landjahr und einer Dienstverpflichtung war er als Kaufmann tätig. 1940 wurde er zum Reichsarbeitsdienst und zur 1. Gebirgs-Division nach Garmisch eingezogen, 1945 wurde er nach mehreren Feldzügen und zwei Verwundungen in Erding als Oberjäger entlassen. Von 1945 bis 1949 war er als Sachbearbeiter bei den Landratsämtern in Rosenheim und Mühldorf tätig, danach arbeitete er in Mühldorf selbständig, ehe er 1951 nach Garmisch zog, um dort für eine amerikanische Zivilfirma zu arbeiten. 1955 wurde er nach München versetzt, wo er beim dortigen Arbeitsamt am Kassenschalter arbeitete. 1957 wechselte er in die Münchner Stadtverwaltung, wo er Vorsitzender des Personalrats beim Referat für Kreisverwaltung und öffentliche Ordnung im Polizeipräsidium war. Von 1962 bis 1970 gehörte er dem Bayerischen Landtag an. Dabei wurde er zweimal in einem Stimmkreis in München direkt gewählt. Zankl starb an den Folgen eines Herzinfarkts.